# Ituna (Saskatchewan)
Ituna est une ville de la Saskatchewan au Canada.

## Géographie
La localité d'Ituna est située dans le sud-est de la province de Saskatchewan, à 165 km au nord-est de la ville de Regina.

## Démographie
| 2006 | 2016 | 2021 |
| ---- | ---- | ---- |
| 622  | 701  | 726  |